# Теория информационного дефицита
Теория информационного дефицита — теория массовой коммуникации, основанная на предположении, что увеличение информации в информационном пространстве увеличивает разрыв между различными слоями общества. Согласно теории, люди из разных социальных групп, по-разному используют средства массовой информации, что и приводит к расслоению общества. Данная теория описывает один из эффектов массовой коммуникации.

## Возникновение теории
Теория информационного дефицита обсуждалась уже в 1970-е годы, когда была опубликована статья «Средства массовой информации и информационный дефицит». В ней авторы рассуждали о том, что главным результатом работы сми, особенно печатных изданий, стал растущий «разрыв в знаниях» между разными социальными слоями.

## Суть теории
Согласно теории информационного дефицита, люди с разным уровнем образования и достатка, с различным положением в обществе по-разному используют возможности, которые предоставляют средства массовой информации. Традиционно считается, что люди с более высоким уровнем подготовки предпочитают печатные СМИ (более информационно насыщенные) другим средствам информации. Менее образованная часть населения не всегда готова к восприятию сложной информации, это приводит к тому, что они смотрят телевидение, где акцент с получения информации смещен на получение эмоциональной разгрузки. Люди с хорошим образованием часто обращаются к первоисточникам, в то время как для менее образованных слоев общества это не свойственно. Хотя огромное количество полезной информации находится в открытом доступе, не все ее используют.
В данной тенденции можно выделить 2 основные причины: неготовность менее образованных слоев населения воспринимать сложную, научную информацию и их нежелание делать это. Стоит отметить, что средства массовой информацию не всегда целенаправленно используют примитивный контент. Чтобы оставаться популярными, они вынуждены подстраиваться под свою целевую аудиторию и отвечать ее потребностям, уровню образованию и профессиональной подготовке. В некоторых СМИ существуют специальные кодексы, согласно которым нельзя публиковать материал, если его содержание не способен понять подросток 12 лет.
В результате люди, которые изначально более образованы, развиваются дальше, а остальные не имеют такой возможности. Таким образом массовая коммуникация не делает всех людей одинаково образованными, а напротив все больше способствует информационному разрыву между разными слоями населения.
Наше медиапространство перенасыщено различной информацией. Информационный дефицит — это нехватка необходимой информации, а не информации вообще. В огромном информационном потоке люди не могут найти знания, которые бы способствовали их развитию. Огромное количество сми буквально преследует людей, препятствуя получению важной и нужной информации. Таким образом, корректной передовой информацией обладает лишь ограниченный круг элит. Мнение большинства людей по многим важным темам, как изменение климата полностью сформированы журналистами, которые не всегда верно передают информацию. Простые люди все больше и больше отдаляются от научного сообщества, которое обладает монополией на знания. Большинство людей не получает информации о научных открытиях, поскольку не в состоянии ее воспринимать. Люди отвергают такую информацию. Все это усиливает различия между различными социальными группами. Информационный разрыв увеличивается.

## Развитие теории информационного дефицита в XXI веке
С растущим влиянием Интернета на современное медиапространство теория информационного дефицита не потерпела серьезных изменений. Стоит отметить, что в Интернете люди имеют возможность самостоятельно выбирают интересный им контент. То, что раньше называлось «аудиторией», сейчас следует называть «пользователями». Можно ли называть «аудиторией» активную часть пользователей медиа, способную активно выбирать из тысячи информационных, образовательных и развлекательных опций? Несмотря на то, что в интернете никто не накладывает на человека рамки, что именно искать, интересы людей остаются практически без изменений.
Социолог Хайнц Бонфаделли отмечает, что менее образованные слои населения имеют меньший доступ к Интернету. Более того, присутствуют и различия в использовании интернета. Люди с более высоким уровнем образования используют Интернет более активно, они чаще ищут информацию в Интернете, в то время как менее образованные люди больше заинтересованы в развлечениях, которые может предложить Интернет. Использование возможностей Интернета схоже во всех странах. Высокодоходная группа в России чаще, чем население России в целом, пользуется электронной почтой, ищет информацию, читает новости.
Более того современные алгоритмы позволяют, анализируя предыдущие поисковые запросы, «подбирать» контент, который должен быть интересен для каждого отдельного пользователя. Таким образом шансов вырваться из «своего» круга информации и преодолеть информационный разрыв все меньше.

## Критика
Результаты исследований по данной теме не завершены. Несмотря на то, что теория информационного дефицита получила широкое освещение, некоторые ученые считают, что ее практическое применение в XXI веке преувеличено. Научное сообщество оспаривает то, что в качестве критерия отношения к информации рассматривается исключительно социальное положения людей. Корректно также учитывать уровень мотивации и степень интереса.
Теории информационного дефицита противопоставлена теория культивирования (cultivation theory). Теория была разработана Джорджем Гербнером и его коллегами в Пенсильванском университете. Гипотеза культивации утверждает, что СМИ (особенно телевидение) постепенно формирует окружающую нас реальность. Под влиянием телевидения наше понимания и отношение к самым важным вопросам сближается все больше. Средства массовой информации разными словами, в разной форме передают всем людям одну идею. Одним из основных конструктивных положений теории культивирования является унификация, направление различных взглядов людей на социальную реальность в единое русло.
Стоит отметить, что все современные люди являются носителями телевизионной культуры, даже если они сами отказались от телевидения, поскольку каждый день общаются с людьми, которые телевизор смотрят. «Через читателей, слушателей и зрителей повестка дня транслируется даже в те слои общества, которые сознательно или бессознательно избегают СМИ».
В статье Д. Диксона теория информационного дефицита описывается как неспособность простых людей понять суть и значимость современных научных открытий. Согласно автору статьи, задача журналистов – передать основной  массе населения сложную информацию и помочь усвоить ее. В данный момент задача не выполнена. Диксон утверждает, что люди будут больше интересоваться наукой и понимать ее, при условии, что в СМИ появится больше статей на эту тему. Таким образом информационный разрыв между различными слоями общества провоцирует именно нехватка информации.